# 拉让宁巴

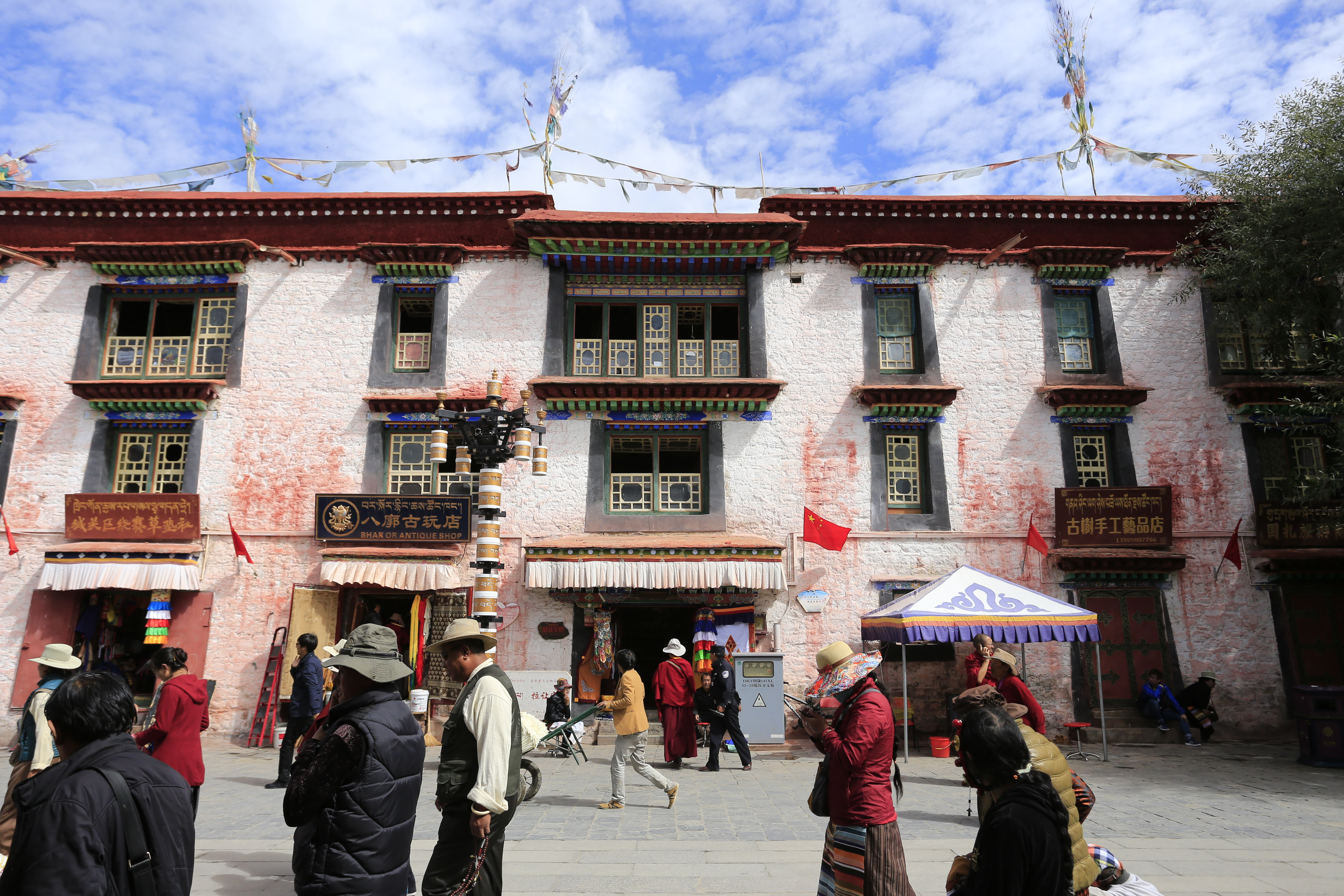
拉让宁巴临街面

拉让宁巴（藏語：བླ་བྲང་རྙིང་པ།，威利转写：bla brang rnying pa，THL：Labrang Nyingba），位于西藏自治区拉萨市城关区八廓南街，是一座古建筑大院，现为民居。

## 简介
从大昭寺广场顺着八廓街按照顺时针方向前行，经过玛吉阿米，再向西行约50米有一棵千年古柳，其下立有石碑。拉让宁巴位于古柳西侧。该建筑是拉萨市文物管理局1998年登记挂牌的“拉萨古建筑保护院”之一，门口挂有写着“拉让宁巴大院”的拉萨古建筑保护院标志牌。
拉让宁巴是拉萨市最古老的建筑之一。藏语“拉让”指活佛的寝宫，藏语“宁巴”意为“旧”。拉让宁巴历史上称为“吞巴”，是现行藏文的创制者吞米·桑布扎的府邸。15世纪，藏传佛教格鲁派创始人宗喀巴曾在此居住。17世纪时，五世达赖将这里作为寝宫，直到他在大昭寺顶楼新建寝宫后，才自此迁出。后来，五世达赖居住过的这个寝宫便被称为“拉让宁巴”。
据说，拉让宁巴比大昭寺的建成时间还早。另有传说称，当年兴建大昭寺时，规划图纸便是在拉让宁巴绘制。
西藏和平解放后，拉让宁巴曾作为中国人民解放军驻藏部队的司令部。
拉让宁巴是一座三层的大院。带有大红色的立柱，以及楼层间的彩色围栏。2009年时，作为公房的拉让宁巴共有18户人家租住。居民们很多都养花，把花放在院内各楼层的木制防护栏上，使拉让宁巴成了立体花园。2009年时，拉让宁巴临近八廓南街的二层，是八廓社区居委会的临时办公地。顺着木楼梯向上，可到达楼房的平顶，眺望四周的街市。拉让宁巴大院紧邻八廓南街的一侧，均为门面房，开设有民族服饰店、工艺品店、土特产店等等。